# ماري كولتر
ماري كولتر (بالإنجليزية: Mary Colter)‏ هي مصممة ومهندسة معمارية أمريكية، ولدت في 4 أبريل 1869 في بيتسبرغ في الولايات المتحدة، وتوفيت في 8 يناير 1958 في سانتا فيه في الولايات المتحدة.